# Annie Island
Annie Island är en ö i territoriet Falklandsöarna (Storbritannien). Den ligger i den södra delen av territoriet, intill Speedwell Island.
Öns högsta punkt är 13 meter över havet.